# 穢れた道への闘い
「穢れた道への闘い」（けがれたみちへのたたかい、Kegareta Michi e no Tatakai）は、アメリカ合衆国ワシントンD.C.出身の歌手のダイアナ・ガーネットとノルウェー出身のPelleKの楽曲。
メジャー8枚目のオリジナルシングル（5枚目のデジタルシングル、4枚目のコラボシングル）。
2023年10月19日に発売。発売元はPelleK。

## 概要
前作「現振動 (Cyberpunk Remix)」から1ヵ月でのリリースで、ダイアナ・ガーネット第4コラボシングル。PelleKが歌詞作曲、ウィリアム・グレーニ―が編曲プロデューサー、ローマン・アルサフェス。
ジャケットは、ノルウェーのサンデフィヨルド市のフイェルトネス市民劇場センターに収録した。撮影はイッセリーザ、モデルはPelleK。
2023年10月20日、ミュージックビデオは「YouTube」にPelleKのチャンネルにて特番が放送された。監督はシンドレ・スティグソン・T、制作はフェベルシン。撮影と編集はマリウス・イベルセン。ジャケットと同じ、ノルウェーのサンデフィヨルド市のフイェルトネス市民劇場センターに収録した。
出演した音楽家はヴェストフォルド・シンフォニー・オーケストラとギタリストのヤルル・ステムスハウグ・ロエ。

## 収録曲
1. 穢れた道への闘い [3:14]
  - 作詞・作曲：PelleK／編曲：William Graney
  - PelleKの日本語の第一フルアルバム『無敵の旅路』にて収録される予定[9][10]。

## 参加アーティスト
- ダイアナ・ガーネット - ボーカル
- PelleK - 歌詞・作曲、ボーカル
- William Graney - 編曲、プロデュース
- Roman Arsafes - プロデュース、ミックス、マステリング

## 収録アルバム
- PelleK『無敵の旅路』[9][10]